# Godomey
Godomey is een stad en arrondissement in Benin. De stad ligt binnen de gemeente Abomey-Calavi in het departement Atlantique en telt 153 447 inwoners (5 februari 2002). Het is daarmee na Cotonou en Porto-Novo de grootste stad van het land.

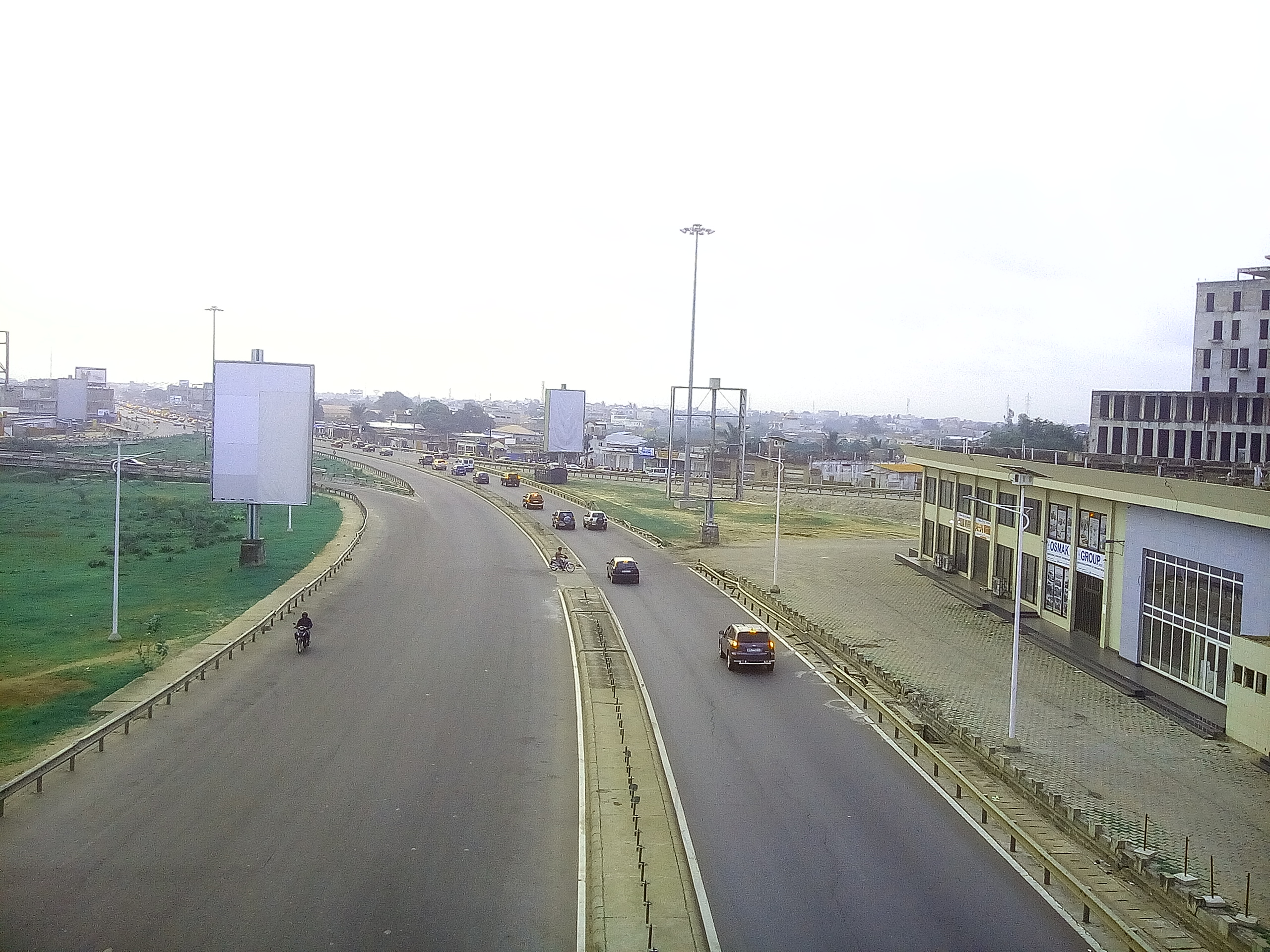
Autosnelweg